# Fascellina inconspicua
Fascellina inconspicua är en fjärilsart som beskrevs av W. Warren 1894. Fascellina inconspicua ingår i släktet Fascellina och familjen mätare. Inga underarter finns listade i Catalogue of Life.